# 兵庫県認証食品
兵庫県認証食品（ひょうごけんにんしょうしょくひん）は、兵庫県により2004年（平成16年）7月に創設された「ひょうご食品認証制度」により、認証された食品。

## 概要
BSE、鳥インフルエンザ、食品偽装表示などの問題を背景に食品に対する不安感や不信感が高まっていたため、これを払拭する目的で兵庫県が兵庫県産の食品に対して認証制度を始めた。審査基準により「ひょうご推奨ブランド」と「ひょうご安心ブランド」の2種類に分類されている。審査・認証はブランドごとに受ける必要があるが、1つの商品につき、2つのブランド認証を同時に保持はできない。認証を得た商品には認証マークの使用ができる。審査基準には、HACCP、トレーサビリティの概念が取り入れられている。
2016年（平成28年）3月末現在で1,831食品が認証されている。
- 農産物：1,038食品（うち、安心ブランド農産物716、推奨ブランド322）
- 畜産物：41食品（うち、安心ブランド畜産物3、推奨ブランド38）
- 水産物：19食品（うち、安心ブランド水産物1、推奨ブランド18）
- 加工食品：842食品（うち、安心ブランド加工食品3、推奨ブランド839）
- 合計：1,940食品（うち、安心ブランド723、推奨ブランド1,217）[1]

### ひょうご推奨ブランド
環境と健康に配慮した生産方法により製造、生産された食品でなおかつ、優れた品質並びに食感に加え、個性と特徴と地域性がある素材を使っていること、また法律の遵守、生産管理体制などが整備されていることが条件となる。農産物はさらに、化学肥料、農薬を30%以上低減していることが条件となる。農産物、畜産物、水産物、加工食品とそれぞれの属性による審査基準がある。

### ひょうご安心ブランド
ひょうご推奨ブランドの審査基準の加え、化学肥料と農薬の使用を50%以上削減していること、残留薬品、抗生物質が国の基準の10%以下という厳しい基準が設けられ、さらに出荷記録による管理が行われていることが要求される。